# Municipio de Farmington (condado de Tioga)
El municipio de Farmington (en inglés: Farmington Township) es un municipio ubicado en el condado de Tioga en el estado estadounidense de Pensilvania. En el año 2000 tenía una población de 636 habitantes y una densidad poblacional de 7 personas por km².

## Geografía
El municipio de Farmington se encuentra ubicado en las coordenadas 41°55′00″N 77°14′29″O / 41.91667, -77.24139.

## Demografía
Según la Oficina del Censo en 2000 los ingresos medios por hogar en la localidad eran de $31,375 y los ingresos medios por familia eran $34,219. Los hombres tenían unos ingresos medios de $26,818 frente a los $20,500 para las mujeres. La renta per cápita para la localidad era de $13,874. Alrededor del 19,9% de la población estaban por debajo del umbral de pobreza.